# Blowsight
Blowsight är ett pop-, metal- och rock-band från Stockholm, Sverige. De bildades år 2003 och har sedan sommaren 2024 spelat med nuvarande uppsättning. Debutalbumet Destination Terrorville gavs ut 2007.
Bandets andra fullängdsalbum, Dystopia Lane, gavs ut 2010. Tredje skivan de släppte var en 5-spårig EP vid namnet Shed Evil som gavs ut 2011. Life & Death är bandets senaste skivsläpp. En cover av Oomph!'s låt "Swallow" släpptes strax därefter.  

## Medlemmar
Nuvarande medlemmar
- Nick Red – Sång, Gitarr
- Robban Bäck – Trummor
- Axel Engström – Gitarr
- Rasmus Ngviki Weström – Bas

Tidigare medlemmar
- Flavia Canel – basgitarr
- Mini – Bas
- Fabz - Trummor
- Seb - Gitarr
- Mao - Bas

## Diskografi
Studioalbum
- Destination Terrorville – 2007
- Dystopia Lane – 2010
- Life & Death – 2012

EP
- Shed Evil – 2011

Singlar
- "I'll Be Around" – 2007